# Виглядовка
Вигля́довка (рос. Выглядовка) — селище у складі Пачелмського району Пензенської області, Росія.
Населення — 19 осіб (2010; 34 у 2002).
Національний склад станом на 2002 рік:
- росіяни — 100 %